# 杭東
杭東（1467年—？），字啓明，直隶蘇州府昆山县人，軍籍，明朝政治人物。

## 生平
應天府鄉試第十八名舉人。弘治十二年（1499年）中式己未科會試第二百七十四名，三甲第一百二十八名進士。官濟陽知縣。

## 家族
曾祖杭瑜；祖杭俊；父杭昇。母蕭氏。具庆下。兄楠、弟松。